# Nematalosa papuensis
Nematalosa papuensis és una espècie de peix pertanyent a la família dels clupeids.

## Descripció
- Pot arribar a fer 21 cm de llargària màxima.
- 16-17 radis tous a l'aleta dorsal i 17-26 a l'anal.[5][6]

## Hàbitat
És un peix d'aigua dolça, pelàgic i de clima tropical (4°S-7°S).

## Distribució geogràfica
Es troba a Oceania: és un endemisme de Papua Nova Guinea (els rius Fly i Strickland).

## Observacions
És inofensiu per als humans.